# نیونن (جورجیا)
نیونن، جورجیا (به انگلیسی: Newnan, Georgia) یک شهر در ایالات متحده آمریکا با جمعیت ۳۳٬۰۳۹ نفر است که در جورجیا واقع شده‌است.

## موقعیت جغرافیایی
موقعیت جغرافیایی شهرها و مناطق اطراف به شرح زیر است: